# Марко Аврамович (ватерполіст)
Марко Аврамович (24 серпня 1986) — сербський ватерполіст.
.
Переможець літньої Універсіади 2005 року. Чемпіон світу з водних видів спорту 2009 року, срібний медаліст 2011 року.